# Riccardia
Riccardia là một chi rêu trong họ Aneuraceae.

## Loài
The Plant List và Tropicos công nhận khoảng 200 loài thuộc chi này:

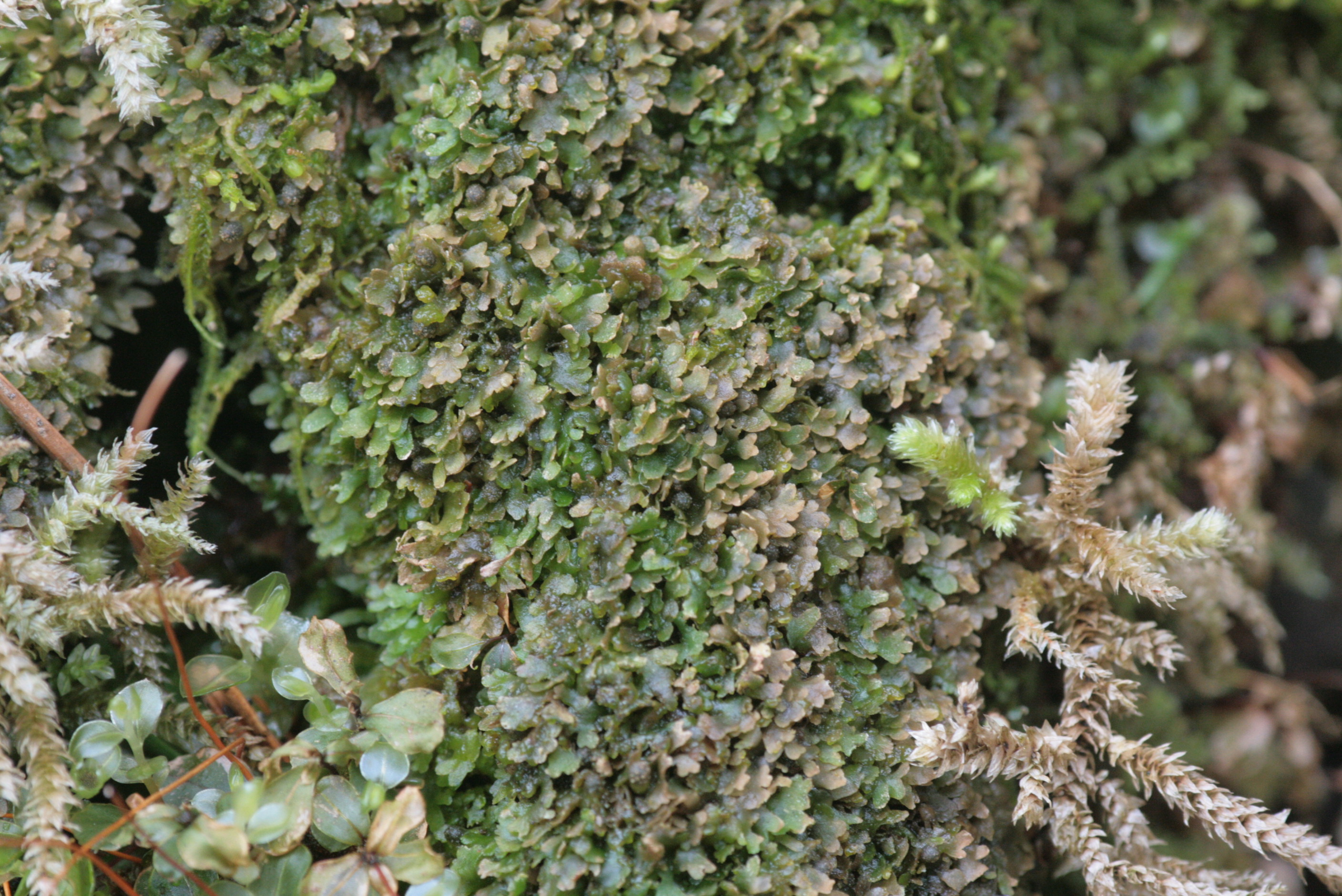
Riccardia latifrons

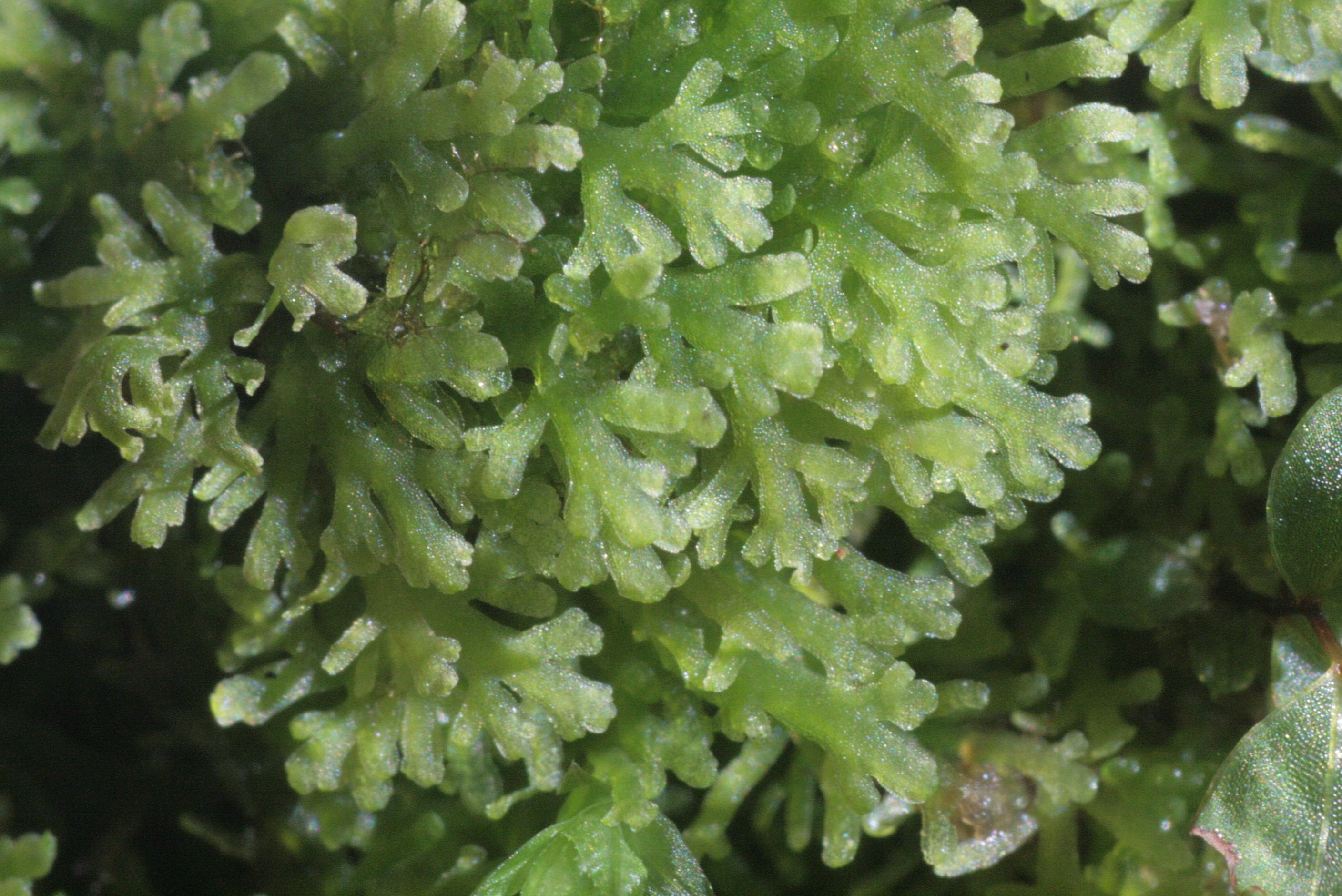
Riccardia multifida

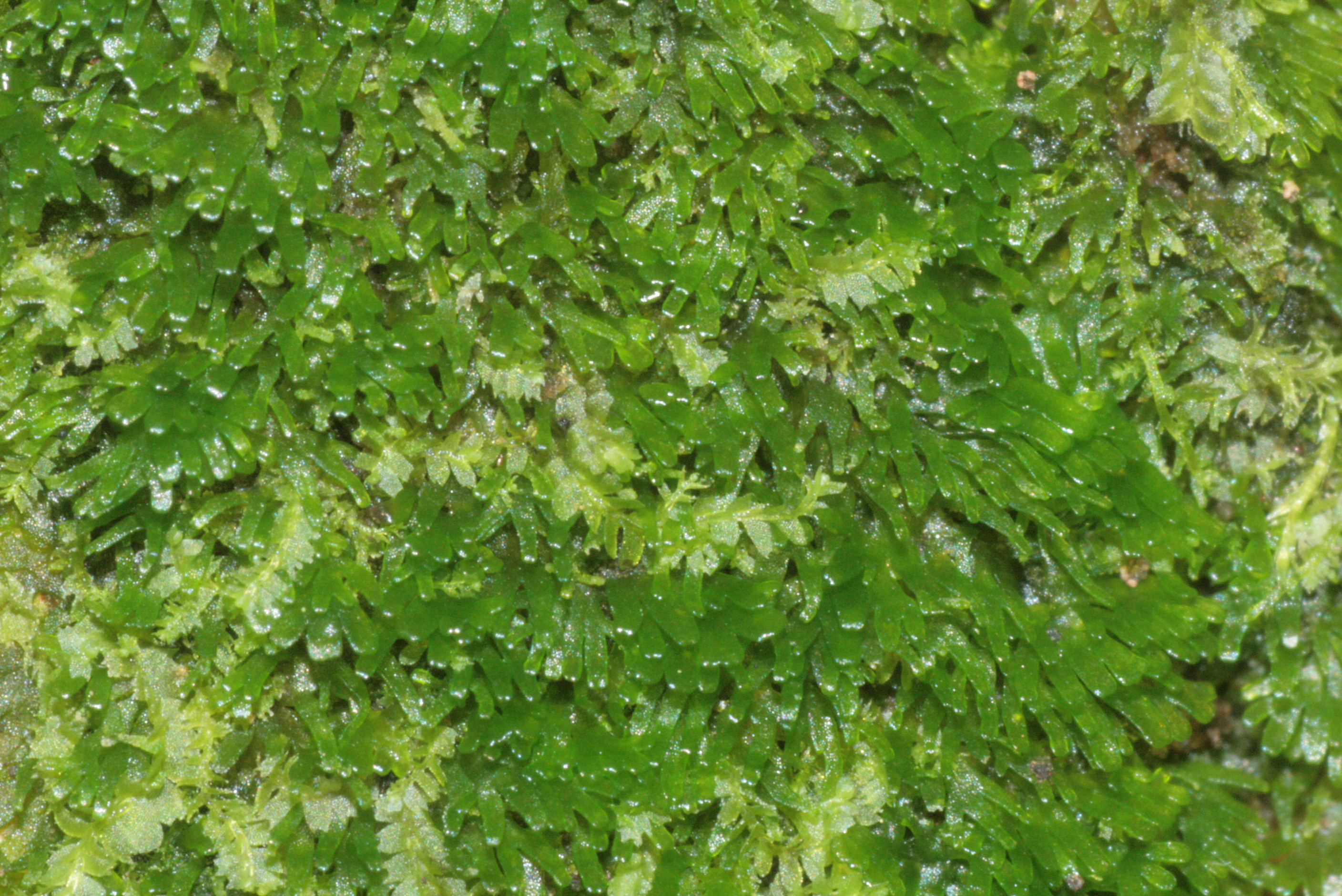
Riccardia palmata

### A
- Riccardia aberrans (Steph.) Gradst.
- Riccardia adglutinata A.Evans
- Riccardia aequicellularis (Steph.) Hewson
- Riccardia aequitexta (Steph.) E.A.Br.
- Riccardia aeruginosa Furuki
- Riccardia agumana Hewson
- Riccardia alba (Colenso) E.A.Br.
- Riccardia albomarginata (Steph.) Schiffn.
- Riccardia alcicornis (Hook.f. & Taylor) Trevis.
- Riccardia algoides (Taylor) Meenks
- Riccardia amazonica (Spruce) Schiffn. ex Gradst. & Hekking
- Riccardia andina (Spruce) Herzog
- Riccardia angustata Horik.
- Riccardia anguste-alata (Steph.) Hewson
- Riccardia angustissima (Steph.) H.A.Mill.
- Riccardia arcuata Furuki
- Riccardia aspera (Steph.) Grolle
- Riccardia australis (Lehm.) Hewson
- Riccardia autoica (Steph.) A.Evans

### B
- Riccardia babindae Hewson
- Riccardia barbiflora (Steph.) Piippo
- Riccardia baumannii Hürl.
- Riccardia bipinnatifida (Colenso) Hewson
- Riccardia blasioides Horik.
- Riccardia bliklika Hewson
- Riccardia bogotensis (Gottsche) Pagan
- Riccardia boliviensis (Steph.) Meenks
- Riccardia bongeriana Hewson
- Riccardia breviala E.A.Br.
- Riccardia breviramosa (Steph.) A.Evans
- Riccardia brunnea (Steph.) S.Hatt.

### C
- Riccardia calcarea (Steph.) Meenks
- Riccardia canaliculata (Nees) Schiffn.
- Riccardia capillacea (Steph.) Meenks & C.De Jong
- Riccardia cardotii (Steph.) S.C.Srivast. & Udar
- Riccardia cataractarum (Spruce) Schiffn.
- Riccardia cervicornis (Spruce) Herzog ex Gradst. & Hekking
- Riccardia chamedryfolia (With.) Grolle
- Riccardia changbaishanensis C.Gao
- Riccardia chinensis C.Gao
- Riccardia ciliolata (Spruce) Gradst.
- Riccardia colensoi (Steph.) W.Martin
- Riccardia columbica (Steph.) Hässel
- Riccardia comata (Steph.) H.A.Mill.
- Riccardia compacta (Steph.) S.W.Arnell
- Riccardia comptonii (Pearson) H.A.Mill.
- Riccardia costata (Steph.) Hürl.
- Riccardia crassa (Schwägr.) Carrington & Pearson
- Riccardia crassicaulis (Steph.) Meenks & C.De Jong
- Riccardia crassiretis Schiffn.
- Riccardia crenulata Schiffn.
- Riccardia crenuliformis R.M.Schust.

### D
- Riccardia demkarmana Hewson
- Riccardia densiramea (Steph.) S.Hatt.
- Riccardia dilatata (Spruce) Schäf.-Verw. & Pócs
- Riccardia diminuta Schiffn.
- Riccardia diversiflora A.Evans

### E
- Riccardia effusa (Steph.) E.A.Hodgs.
- Riccardia elata (Steph.) Schiffn.
- Riccardia elegans (Steph.) Hürl.

### F
- Riccardia fastigiata (Lehm.) Trevis.
- Riccardia filicina (Colenso) E.A.Hodgs.
- Riccardia flaccia (Steph.) S.Hatt.
- Riccardia flagellaris (A.Gepp) H.A.Mill.
- Riccardia flagellifrons C.Gao
- Riccardia flavovirens Furuki
- Riccardia floribunda (Steph.) A.Evans
- Riccardia foliacea Meenks & C.De Jong
- Riccardia formosensis (Steph.) Horik.
- Riccardia fruticosa (Steph.) Furuki
- Riccardia fucoides (Sw.) A.Massal.
- Riccardia fuegiensis C.Massal.
- Riccardia furtiva E.A.Br. &  Braggins
- Riccardia fuscobrunnea (Steph.) A.Evans

### G
- Riccardia geniana Hewson
- Riccardia georgiensis (Steph.) Hässel
- Riccardia glauca Furuki
- Riccardia glaziovii (Spruce) Meenks
- Riccardia gogolensis (Steph.) Hewson
- Riccardia graeffei (Steph.) Hewson
- Riccardia granulata (Steph.) A.Evans
- Riccardia grollei Furuki
- Riccardia gunniana (Steph.) H.A.Mill.

### H
- Riccardia hans-meyeri (Steph.) Meenks & C.De Jong
- Riccardia hattorii Furuki
- Riccardia hebridensis (Steph.) H.A.Mill.
- Riccardia herzogiana (Steph.) Meenks & C.De Jong
- Riccardia humilis (Gottsche) O.Yano
- Riccardia hyalina (Steph.) H.A.Mill.
- Riccardia hydra Hürl
- Riccardia hymenophytoides (Spruce) Meenks
- Riccardia hypipamensis Hewson

### I
- Riccardia ibana Hewson
- Riccardia incurvata Lindb.
- Riccardia intercellula E.A.Br.
- Riccardia intricata (Steph.) H.A.Mill.

### J
- Riccardia jackii Schiffn.
- Riccardia judithae Meenks & C.De Jong
- Riccardia jugata R.M.Schust.

### K
- Riccardia kodamae Mizut. & S.Hatt.
- Riccardia kowaldiana (Steph.) Hewson
- Riccardia koyensis (Steph.) S.Hatt.

### L
- Riccardia latifrons (Lindb.) Lindb.
- Riccardia lepidomitra (Spruce) Gradst.
- Riccardia leptophylla (Spruce) Herzog
- Riccardia leptostachya A.Evans
- Riccardia leptothallus R.M.Schust.
- Riccardia leratii (Steph.) Hürl.
- Riccardia lichenoides (Steph.) H.A.Mill.
- Riccardia ligulata (Steph.) Pócs & Schäf.-Verw.
- Riccardia limbata (Steph.) E.W.Jones
- Riccardia lobulata (Colenso) E.A.Hodgs.
- Riccardia longiflora (Steph.) Hewson
- Riccardia longispica (Steph.) Pearson

### M
- Riccardia macdonaldiana Hewson
- Riccardia macrantha (Pearson) H.A.Mill.
- Riccardia magnicellularis Furuki
- Riccardia makinoana (Steph.) Yasuda
- Riccardia marginata (Colenso) Pearson
- Riccardia marionensis R.M.Schust.
- Riccardia metzgeriiformis (Steph.) Schiffn.
- Riccardia micropinna (Steph.) H.A.Mill.
- Riccardia multicorpora E.A.Br.
- Riccardia multifida (L.) Gray
- Riccardia multispica (Steph.) S.Hatt.
- Riccardia muscoides (Colenso) E.A.Hodgs.
- Riccardia mycophora A.Evans

### N
- Riccardia nadeaudiana (Steph.) Hürl.
- Riccardia nadeaudii (Steph.) Hürl.
- Riccardia nagasakiensis (Steph.) S.Hatt.
- Riccardia nana (Hook.f. & Taylor) Trevis.
- Riccardia nitida (Colenso) E.A.Hodgs.
- Riccardia nudiflora (Steph.) Grolle
- Riccardia nudimitra (Steph.) A.Evans

### O
- Riccardia omkaliensis Hewson
- Riccardia onigajona (Steph.) S.Hatt.
- Riccardia opuntiiformis S.W.Arnell

### P
- Riccardia pallida (Spruce) Meenks & C.De Jong
- Riccardia pallidevirens (Steph.) A.Evans
- Riccardia palmata (Hedw.) Carruth.
- Riccardia palmatifida (Steph.) H.A.Mill.
- Riccardia papillata (Gottsche) Hässel
- Riccardia papulosa (Steph.) E.A.Br.
- Riccardia paramorum Meenks
- Riccardia parasitans (Steph.) Meenks & C.De Jong
- Riccardia parvula Schiffn.
- Riccardia patens Hässel
- Riccardia pauciramea R.M.Schust.
- Riccardia pectinata (Austin) H.A.Mill.
- Riccardia pellucida Piippo
- Riccardia pembaiensis (Steph.) Hürl.
- Riccardia pengagensis Hewson
- Riccardia pennata E.A.Br.
- Riccardia perspicua E.A.Br.
- Riccardia perssonii S.C.Srivast. & Udar
- Riccardia philippinensis Furuki
- Riccardia phleganiana Hewson
- Riccardia pindaundensis Hewson
- Riccardia pindensis Hewson
- Riccardia pinguis (L.) Gray
- Riccardia pinnatifida (F.Weber) Carruth.
- Riccardia plana (Steph.) Hürl.
- Riccardia planiflora (Steph.) S.Hatt.
- Riccardia platyclada Schiffn.
- Riccardia plumiformis (Spruce) Hässel
- Riccardia plumosa (Mitt.) E.O.Campb.
- Riccardia poeppigiana (Lehm. & Lindenb.) Hässel
- Riccardia prehensilis (Hook.f. & Taylor) C.Massal.
- Riccardia pseudodendroceros R.M.Schust.
- Riccardia pumila Furuki
- Riccardia pusilla Grolle

### R
- Riccardia ramosissima (Steph.) Grolle
- Riccardia regina Meenks & C.De Jong
- Riccardia reyesiana Meenks
- Riccardia rivularis Hässel
- Riccardia robusta (Steph.) H.A.Mill.
- Riccardia rupicola (Steph.) Hewson
- Riccardia russellii R.M.Schust.

### S
- Riccardia saccatiflora (Steph.) S.W.Arnell
- Riccardia sinuata (Hook.) Trevis.
- Riccardia smaragdina Meenks & C.De Jong
- Riccardia spectabilis (Steph.) A.Evans
- Riccardia spegazziniana A.Massal.
- Riccardia spinulifera A.Massal.
- Riccardia spongiosa Furuki
- Riccardia sprucei (Steph.) Meenks & C.De Jong
- Riccardia squarrosa (Steph.) Gradst.
- Riccardia stipatiflora (Steph.) Pagan
- Riccardia stolonifera (Steph.) E.A.Hodgs.
- Riccardia stricta R.M.Schust.
- Riccardia subalpina Furuki
- Riccardia submersa Horik.
- Riccardia submultifida Horik.
- Riccardia subpalmata (Steph.) Hürl.
- Riccardia subsimplex (Steph.) R.M.Schust.

### T
- Riccardia tahitensis (Steph.) Hürl.
- Riccardia tamariscina (Steph.) Schiffn.
- Riccardia tenax (Steph.) A.Evans
- Riccardia tenella Hewson
- Riccardia tenuicula (Spruce) Schiffn. ex Meenks
- Riccardia tosana (Steph.) S.Hatt.
- Riccardia trichomanoides (Spruce) Hässel ex Meenks
- Riccardia tumbareriensis Hewson
- Riccardia tutuilana (Pearson) H.A.Mill.

### U
- Riccardia umbana Hewson
- Riccardia umbrosa (Steph.) Hässel
- Riccardia umida E.A.Br.

### V
- Riccardia valida (Steph.) J.J.Engel
- Riccardia variabilis A.Evans
- Riccardia venosa (Steph.) Hürl.
- Riccardia villosa (Steph.) S.C.Srivast. & Udar
- Riccardia virens (Steph.) Hürl.
- Riccardia vitrea Furuki

### W
- Riccardia wallisii (Steph.) Gradst.
- Riccardia wattsiana (Steph.) Hewson
- Riccardia womersleyana Hewson